# Minister van Gehandicaptenzaken
Minister van Gehandicaptenzaken is de officieuze titel voor een (betaalde) functie bij de KRO-NCRV om een platform te bieden voor belangenbehartiging voor Nederlandse mensen met een  handicap. De minister wordt gekozen voor een periode van een jaar door een jury, waarbij de kijker de laatste stem heeft. Kandidaten worden door zes juryleden en de minister van Volksgezondheid, Welzijn en Sport op kennis getoetst en beoordeeld. De minister wordt ondersteund door een team van de omroep.
Het initiatief voor deze functie kwam in 2019 van de zelf gehandicapte NCRV-presentatrice Lucille Werner.
De doelstelling is meer aandacht voor de situatie van mensen met een beperking in de beeldvorming en het beleid. Dat Nederland daarin achterloopt, wordt door het College voor de Rechten van de Mens bevestigd, en ook zou het VN-verdrag inzake de rechten van personen met een handicap door Nederland onvoldoende worden uitgevoerd. Nederland had in 2020 1,8 miljoen mensen met een handicap.

## Ministers
De eerste die tot minister werd benoemd was Rick Brink, gemeenteraadslid in Hardenberg (Overijssel). Zijn persoonlijke doelstellingen waren:
- steden moeten beter toegankelijk worden voor mensen met een handicap
- de arbeidsmarkt moet inclusiever
- het beschut werk moet beter geregeld worden.

De eerste termijn van de invulling van de functie liep tot april 2021. Brink stopte echter per 1 januari 2021. Anno 2023 is Dirk Sloots minister.
Sinds 2022 was Brink fractievoorzitter van het CDA in Provinciale Staten van Overijssel. Brink overleed plotseling op 11 mei 2024 op 38-jarige leeftijd.